# 21813 Danwinegar
A 21813 Danwinegar (ideiglenes jelöléssel 1999 TK25) a Naprendszer kisbolygóövében található aszteroida. A LINEAR projekt keretében fedezték fel 1999. október 3-án.